# Jacobus Melchior van Baar
Jacobus Melchior van Baar (Eindhoven, 6 januari 1755 - Eindhoven, 25 juli 1839) is een voormalig burgemeester van de Nederlandse stad Eindhoven. 
Van  Baar werd geboren als zoon van de Eindhovense burgemeester Rudolphus van Baer en Anna Maria Zeegers. In 1795 was hij lid van de Centrale Administratie voor al het op Holland veroverde gebied, van 1804 tot 1805 burgemeester van Eindhoven . Van Baar was in 1807 deelgenoot in de katoenspinnerij en -weverij en Turkse roodververij van Rudolph van Baar & Zonen.
Hij trouwde te 's-Hertogenbosch op 16 februari 1794 met Jacoba Maria Lichterveld, dochter van Leonardus Lichterveld en Ida van der Sanden, geboren te 's-Hertogenbosch op 5 november 1759, overleden in Eindhoven op 6 mei 1841 . 